# Torre de la Casa Palacio de los Boíl
La torre de la Casa Palacio de los Boil, también llamada Casa Palacio de Serdanyola, se encuentra en el centro del municipio de Godella, junto a la Iglesia Parroquial de San Bartolomé Apóstol, en la comarca de la Huerta Norte de la provincia de Valencia, y está catalogada como Bien de interés cultural según consta en la Dirección General de Patrimonio Cultural de la Consejería de Turismo, Cultura y Deporte de la Generalidad Valenciana, con número de anotación ministerial R-I-51-0004368.

## Descripción
La casa  original, un palacio medieval, datada en el siglo XV fue  destruida en la Guerra Civil. El pabellón de la torre, construido en el lado suroriental del huerto de la Casa Palacio, es más tardío, datando del siglo XVIII. Tiene  planta rectangular, de 12,13 x 5,20 metros, e incluye la torre en una de sus esquinas. La planta baja, que conserva el pavimento original, tiene dos estancias, una de ellas de menor tamaño y con bóveda de pañuelo, y la otra, en la que se encuentra la escalera de acceso a las plantas superiores (con barandilla de hierro), con vigas de madera. La primera planta,  que conserva  como pavimento azulejos de tipo “mocadoret” verde y blanco, con tres cenefas de motivos florales que los rodean, repitiéndose el motivo en la sala de menor tamaño anexa, tiene cubierta lisa y presenta cuatro balcones, uno en cada fachada, y una ventana. La segunda planta es de pequeña altura, y presenta unos óculos y una pequeña ventana que da a la escalera. A lo largo de la torre se distribuyen pequeñas ventanas. En el segundo piso el pavimento alterna azulejos de mayor tamaño que los del piso inferior, blancos con otros con decoración floral, con una cenefa con motivos frutales, y en las esquinas se representa el sol.
La torre está cubierta a cuatro aguas truncada por un tambor octogonal sobre el que se dispone una bóveda semiesférica. El  tambor tiene cuatro ventanas en cuatro lados, mientras que en los otros cuatro nichos se representan estatuas que simbolizan las cuatro estaciones. Al exterior la bóveda esta cubierta con teja azul y blanca vidriada combinada.
El material empleado en el edificio es de ladrillo con sillares en los enmarcados de las ventanas, balcones, puerta y en las esquinas del edificio.
Actualmente pertenece al ayuntamiento desde 1969 y está declarado Monumento Histórico Artístico Nacional desde 1979. Fue restaurado en 1942.

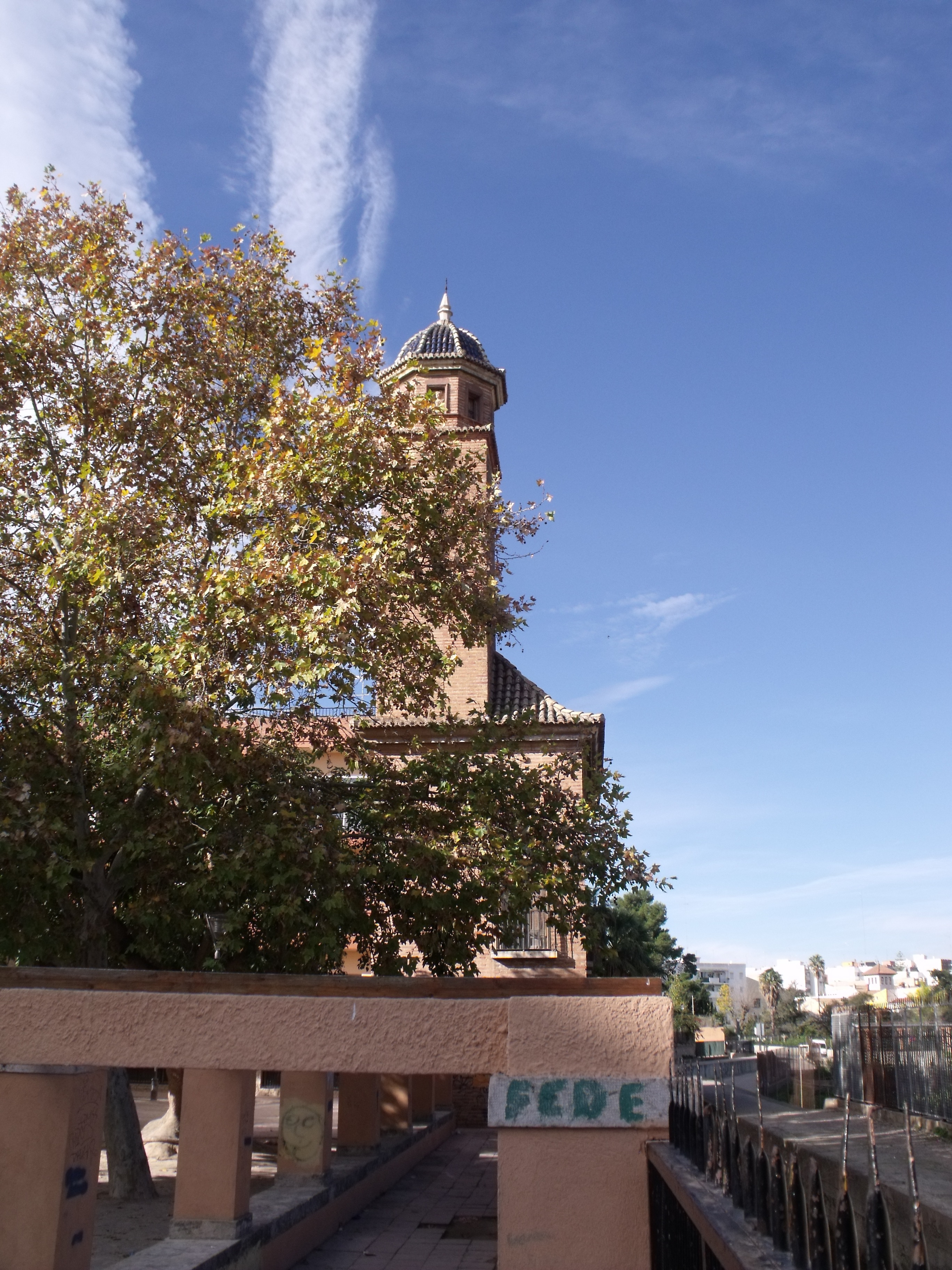
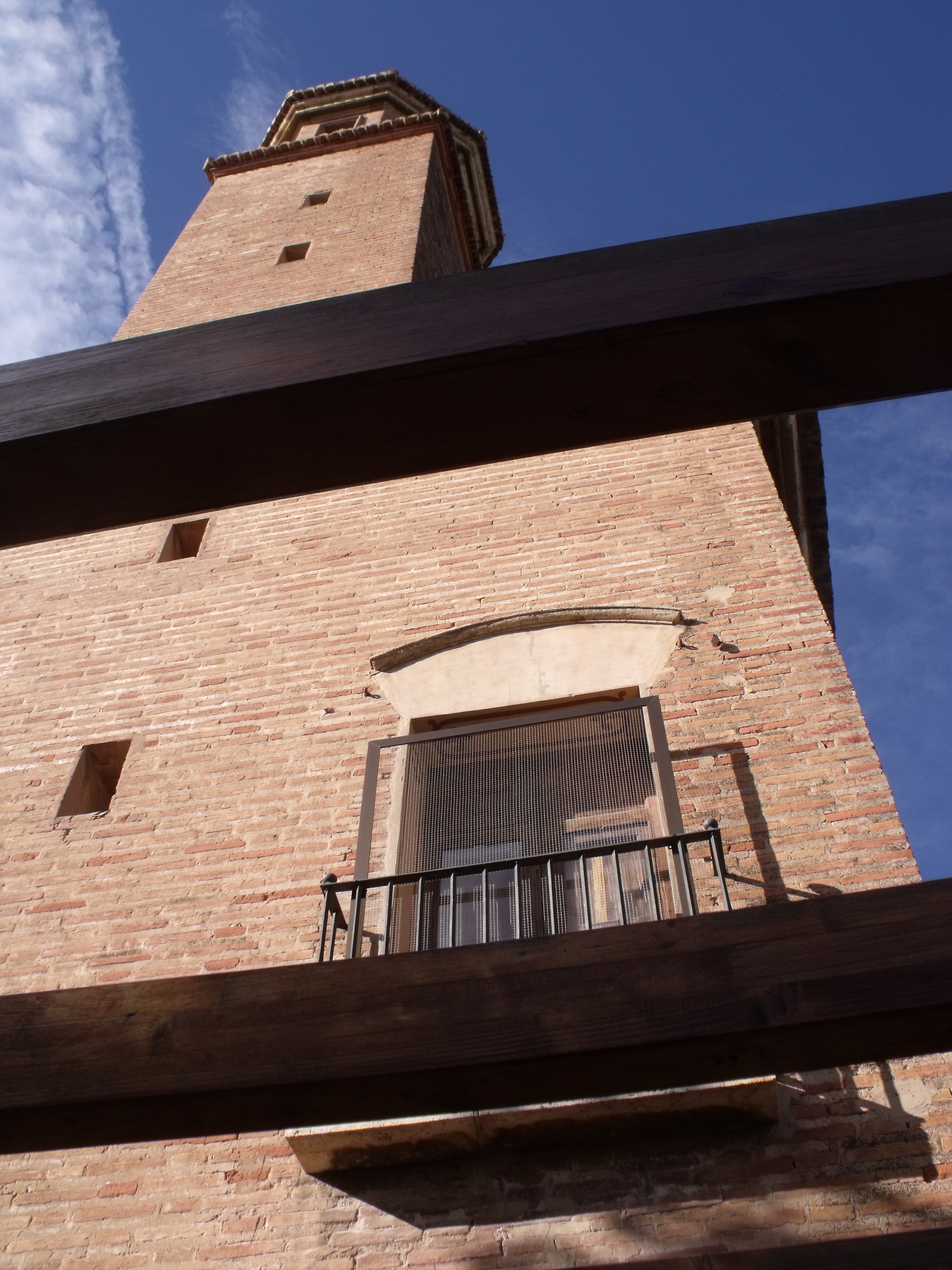
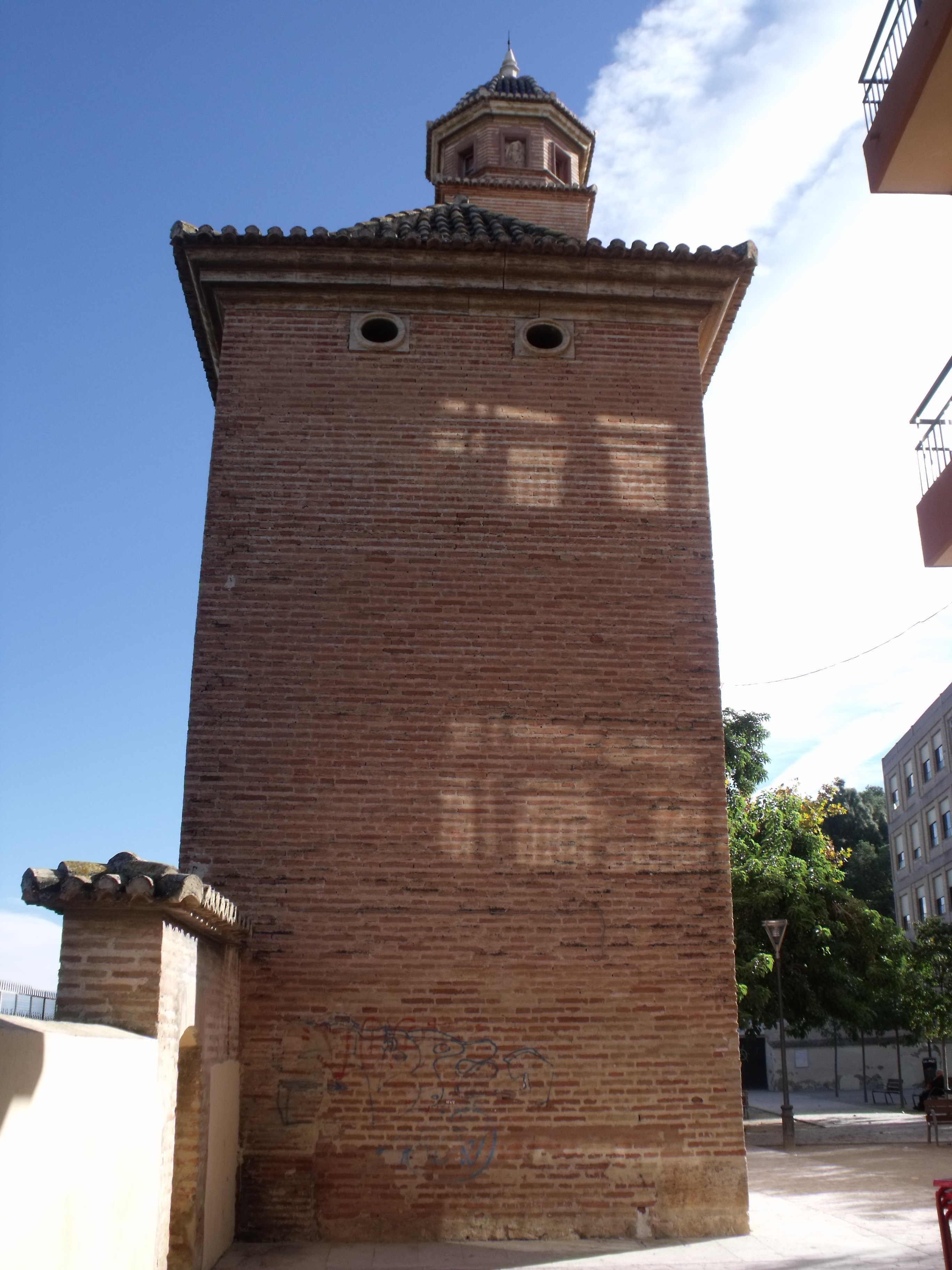